# Pedrinho Rodrigues
Pedrinho Rodrigues (Aracaju, 1934 – 1996) est un chanteur et compositeur brésilien.
En 1961, il est membre de l'ensemble musical du claviériste Ed Lincoln et faisait partie du groupe musical A Turma da Pilantragem (pt), en 1968.
Il se distingue tout particulièrement dans le genre de la sambalanço,.

## Discographie
Liste d'albums établie d'après Discogs :
- Tem Que Balançar (Musidic, 1962)
- Pedrinho Rodrigues (Musidic, 1963)
- O Sambista (Odeon, 1968)
- Brasil... Sambe ou Se Mande (avec Os Nacionais, Equipe, 1972)
- Brasil... Sambe ou Se Mande - Volume 2 (avec Os Nacionais, Equipe, 1973)
- Brasil... Sambe ou Se Mande - Volume 3 (avec Os Nacionais, Equipe, 1973)
- Brasil... Sambe ou Se Mande - Volume 4 (avec Os Nacionais, Equipe, 1973)
- Sambrasil (RCA Camden, 1973)
- Som Brasileiro (Samba De Gafieira) (avec Maestro Carioca et Lêda Soares, Equipe, 1973)
- Adeus Guanabara (avec Samba Som Sete, Equipe, 1974)
- Sambrasil Número 2 (RCA Camden, 1974)
- Só Samba? Falooou!... - Vol. 5 (Tapecar, 1978)
- Geraldo Pereira (avec Bebel Gilberto, Funarte, 1984)